# Taylorcraft F-19 Sportsman
El Taylorcraft Model F-19 Sportsman fue un monoplano de cabina de dos asientos, diseñado y construido por Taylorcraft Aircraft como el primer producto nuevo de la reformada Taylorcraft Aviation Company.

## Diseño
El fuselaje del F-19 era una estructura de tubo de acero 4130 recubierta de tela; su ala estaba recubierta de tela con un larguero de madera. Disponía de tren de aterrizaje convencional y de un motor Continental O-200 de 75 kW (100 hp) en configuración tractora.

## Desarrollo
C.G. Taylor y su hermano formaron Taylor Brothers Aviation Corporation en 1929, que ya había producido varios miles de monomotores ligeros cuando quebró en 1946. Resurgió en 1947 como Taylorcraft Inc. y produjo aviones ligeros hasta 1958, cuando cesó la producción. En 1968 se formó una nueva empresa, Taylorcraft Aviation Corporation, principalmente para brindar soporte a los miles de aviones que aún estaban en servicio. Sin embargo, en 1973 esta empresa se preparó para producir un Taylorcraft B actualizado, ya denominado Model F-19 Sportsman. Era similar al Model B, pero incorporaba más potencia, lo que se traducía en un mejor rendimiento. La producción continuó hasta principios de 1980, cuando la empresa decidió cambiar al Model F-21 de mayor potencia.

## Especificaciones
Referencia datos: Mondey

### Características generales
- Tripulación: Uno (piloto)
- Capacidad: Un pasajero
- Longitud: 6,7 m (22,1 ft)
- Envergadura: 11 m (36 ft)
- Altura: 2 m (6,5 ft)
- Superficie alar: 17,1 m² (183,7 ft²)
- Peso vacío: 408 kg (899,2 lb)
- Peso cargado: 680 kg (1498,7 lb)
- Planta motriz: 1× motor bóxer de 4 cilindros refrigerado por aire Continental O-200.
  - Potencia: 75 kW (103 HP; 102 CV)
- Alargamiento: 7,05

### Rendimiento
- Velocidad máxima operativa (Vno): 204 km/h (127 MPH; 110 kt) a nivel del mar
- Velocidad crucero (Vc): 185 km/h (115 MPH; 100 kt)
- Alcance: 644 km (348 nmi; 400 mi)
- Techo de vuelo: 5485 m (17 995 ft)

## Aeronaves relacionadas

### Desarrollos relacionados
- Taylorcraft B

### Secuencias de designación
- Secuencia Alfanumérica (interna de Taylorcraft): ← 16 - 18 - 20 - F-19 - F-21 - F-22